# Llista d'espècies de zodàrids

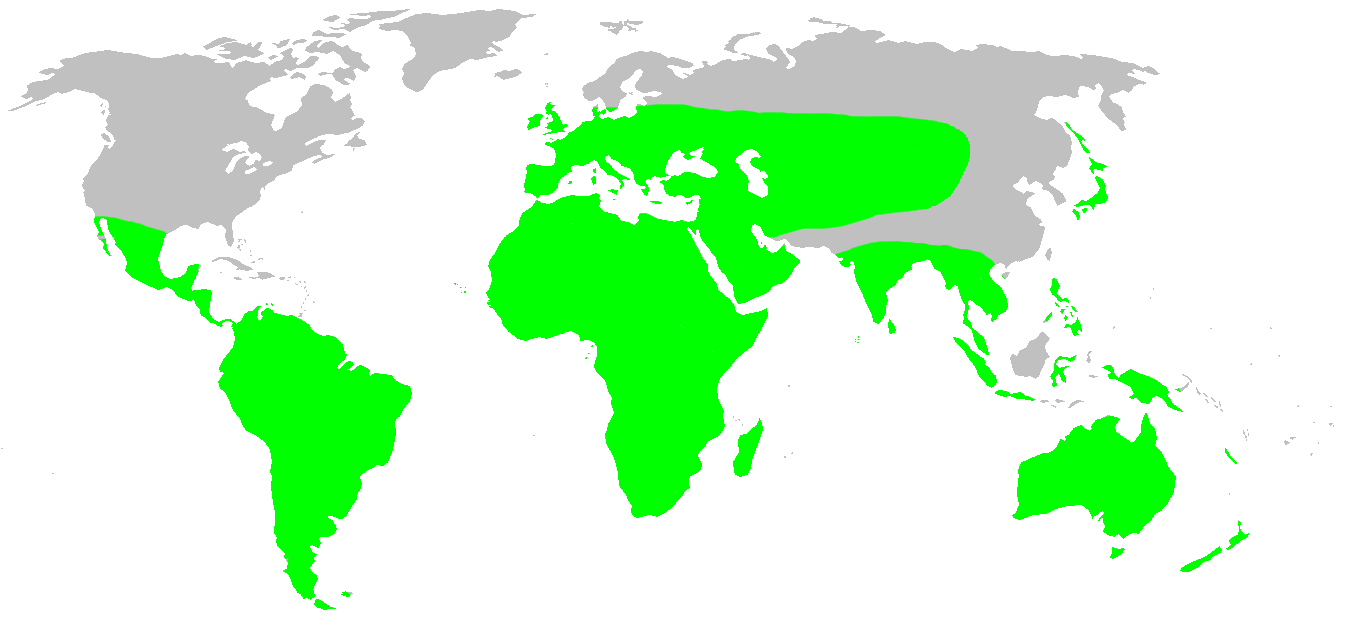
Distribució dels zodàrids

Aquesta és la llista d'espècies de zodàrids, una família d'aranyes araneomorfes. Conté la informació recollida fins al 2 de novembre de 2006 i hi ha citats 72 gèneres i 828 espècies; d'elles, 114 pertanyen al gènere Zodarion i 88 al Storena. La seva distribució és força extensa, trobant-se en una gran part del planeta, exceptuant tota la zona septentrional i també part de l'Àsia Oriental.
Degut a l'extensió del llistat l'article s'ha dividit en dues parts d'una mida més assequible, seguint l'ordre alfabètic:
- Llista d'espècies de zodàrids (A-L)
- Llista d'espècies de zodàrids (M-Z)